# Aclerda arizonica
Aclerda arizonica är en insektsart som beskrevs av Mcconnell 1954. Aclerda arizonica ingår i släktet Aclerda och familjen Aclerdidae. Inga underarter finns listade i Catalogue of Life.